# Plymouth Superbird
Plymouth Superbird, muskelbil tillverkad 1970 av Plymouth. Superbirden var baserad på Plymouth Roadrunner och tillverkades enbart för att ta fram en vinnare inom NASCAR-racingen. Dess systermodell inom Chrysler Corporation var Dodge Daytona som gjordes 1969.
- Wikimedia Commons har media som rör Plymouth Superbird.